# Stefan Skoumal
Stefan Skoumal (* 29. November 1909; † 28. November 1983 in Wien) war ein österreichischer Fußballspieler.

## Karriere

### Vereine
Skoumal spielte zunächst die Saison 1929/30 für den ASV Hertha Wien in der vom Wiener Fußball-Verband ausgetragenen I. Liga, bevor er zur Saison 1930/31 zum Stadtrivalen und amtierenden Meister SK Rapid Wien zurückkehrte. Mit dem Verein gewann er zweimal die Meisterschaft, zunächst in der Ersten Klasse 1935, dann 1938 in der vom WFV ausgerichteten Nationalliga. Mit dem Anschluss Österreichs am 12. März 1938 spielte er fortan, bis Saisonende 1942/43 während der Zeit des Nationalsozialismus in der Gauliga Ostmark bzw. ab 1941 in der Gauliga Donau-Alpenland, als erweiterte 17. der seit 1933 als eine von 16 eingeführten Gauligen als einheitliche oberste Spielklasse im Deutschen Reich. Die ab 1939 in Sportbereichsklasse umbenannte Gauliga, gewann er mit dem SK Rapid Wien 1940 und 1941 und qualifizierte sich damit jeweils als Teilnehmer an der Endrunde um die Deutsche Meisterschaft. 1939/40 bestritt er neun Endrundenspiele, einschließlich des notwendig gewordenen Wiederholungsspiels um Platz 3, das nach dem 4:4 gegen den SV Waldhof 07 mit 5:2 gewonnen wurde. 1940/41 bestritt er acht Endrundenspiele, einschließlich des in Berlin mit 4:3 gegen den FC Schalke 04 gewonnenen Finales. Im ÖFB-Cup-Wettbewerb betritt er 1931 zudem zwei Spiele, die am 1. und 28. April mit 0:1 gegen Austria Wien und 2:3 gegen den Wiener Sport-Club verloren wurden. Im Tschammerpokal-Wettbewerb kam er von 1938 bis 1941 in insgesamt 15 Spielen zum Einsatz.

### Nationalmannschaft
Skoumal bestritt sowohl für die österreichische als auch für die deutsche Nationalmannschaft Länderspiele. Sein Debüt als Nationalspieler krönte er am 11. November 1934 beim 3:0-Sieg der Nationalmannschaft Österreichs über die Schweizer Nationalmannschaft in Wien sogleich mit seinem ersten Tor, dem Treffer zum 2:0 in der sechsten Minute. Sein Debüt für die deutsche Nationalmannschaft gab er am 25. September 1938 in Bukarest beim 4:1-Sieg im Test gegen die Nationalmannschaft Rumäniens. Zum Aufgebot der Großdeutschen Mannschaft gehörend, nahm er auch an der vom 4. bis 19. Juni 1938 in Frankreich ausgetragenen Weltmeisterschaft teil. Sein einziges Turnierspiel bestritt er am 9. Juni im notwendig gewordenen Wiederholungsspiel der Achtelfinalbegegnung mit der Schweizer Nationalmannschaft; mit der 2:4-Niederlage schied er mit seiner Mannschaft aus dem Turnier frühzeitig aus. Sein letztes Länderspiel absolvierte er am 14. April 1940 in Wien bei der 1:2-Niederlage im Test gegen die jugoslawische Nationalmannschaft. Er wurde am Baumgartner Friedhof bestattet.

## Erfolge
- Österreichischer Meister 1935, 1938
- Meister der Sportbereichsklasse Ostmark 1940, 1941
- Dritter der Deutschen Meisterschaft 1940
- Deutscher Meister 1941